# 美少女遊戲
美少女遊戲，或稱galgame（ギャルゲーム），是一種可以與動畫美少女進行互動的日本電子遊戲。雖然大部分美少女遊戲涉及浪漫主義、愛情或者某種形式的性暗示，但是它們未必都是色情成人遊戲。
美少女遊戲是特屬於日本文化的現象；在美國或歐洲的電玩工業中，幾乎沒有類似的遊戲類型存在。美少女遊戲佔據相當大的日本市場，是日本個人電腦電子遊戲的大宗。不過，由於確實存在的文化差異，只有小部分此类遊戲被翻譯成為其他語言（主要是英文和中文）版本，並且沒有試圖在東亞地區（包括韩国）以外的市場大量發售。

## 定義
美少女遊戲不是成人遊戲的同義詞，而是以美少女為賣點的遊戲的代名詞。因此，遊戲中包含色情元素但並沒有美少女登場的遊戲，不能被分類為美少女遊戲。galgame在華語圈發展多年，此詞語已經經過泛化，定義非常模糊，因此，難以被簡單定義為“所有以美少女為賣點的遊戲”。而其中包括養成類、策略類、全年齡向遊戲（如《心跳回憶》）、冒險游戲（如視覺小說(NVL、VNG)、文字冒險遊戲(ADV、AVG)），亦可包含各種同性戀題材的游戲，各人定義皆有不同。
類似用詞在日語當中有（色情遊戲）及（美少女遊戲）等。在華語中，一般稱前者作H-game（色情游戲），稱後者爲galgame。在英文使用者中，以日語羅馬字bishōjo game表示美少女遊戲，在明確表示涉及成人內容的美少女遊戲時多會使用eroge（亦會稱其短寫：ero，意指色情遊戲）或hentai game（變態遊戲）。另外，日本成人遊戲業界自主成立的自我審查機構電腦軟件倫理機構在2009年開始已決定採用成人遊戲來代表他們業界生產的18禁遊戲。

## 歷史
美少女游戏在个人电脑刚产生没多久就已经出现了。1982年，日本光荣公司推出了一款叫《Night Life》的美少女游戏。虽然这款游戏与今天的美少女游戏相比起来有很大的不同，却是有记载的最早的一个此类作品。在1990年代第一批的英語遊戲都是在MS-DOS平臺上執行的，且皆為十八禁遊戲。
1992年3月27日，游戲雜志《Fami通》首次使用ギャルゲーム（galgame）一詞描述《夢幻戰士Valis》等游戲，為游戲史上可以考證的該詞的第一次使用。
西方的美少女遊戲，其實都只不過是把日語版本譯成英語而已。直到現在，西方原創的美少女遊戲也少之甚少。而事實上，這些日語遊戲的英譯本對西方人來說並不太具吸引力，打從1990年代中期的第一批翻譯遊戲開始到現在，這些遊戲一直都未有好的銷售量。2007年成立MangaGamer和Sekai Project發售英文版成人遊戲，後來也在Steam發售全年齡美少女遊戲。
2000年代後半由於受到盗版、少子化等因素導致日本的美少女遊戲市場開始出現縮小。

## 特色

### 遊戲玩法
美少女遊戲一般的玩法是由玩家完成一個故事，中途會出現不同的選項，例如對話的應對和前往的地點，這些選項會觸發不同的事件，因此會有許多的劇情支線，產生不同的結局，通常是分為Good End(ing)（好結局）與Bad End(ing)（壞結局）。
然而美少女元素能夠放到任何形式的遊戲上，使美少女遊戲有很多不同的變化。例如，《寫真天蠶變》就是其中一個經典的街機遊戲。《金錢偶像交換器》則是一個高速拼圖遊戲。在很多情況下，玩得好的獎勵就是少女們的圖片，就像脫衣麻雀類型的遊戲。在美少女遊戲中以戀愛為主題的遊戲是美少女遊戲中主要的美少女遊戲。
現今美少女遊戲還是以2D電腦遊戲為主，也有少部分公司全部轉用3D電腦圖學。2D電腦遊戲主導主場的原因，主要是美少女遊戲圖片的重點是人物角色，而非景觀。在這前提下，2D點陣圖總是比3D模組好看，因為3D模組轉換到螢幕上後要達到2D的細緻度，其硬體資源消耗程度依據現時的高階硬體也未必能應付。而3D模型的好處則是在於它流暢和多變的動畫，但這不能補償3D模型視覺上的缺點以及增加制作模型的額外開資。《心跳回憶3》是第一款有3D角色的美少女遊戲，但其銷路並沒有預期般理想，或許這使遊戲開發人員見3D而怯步。然而視遊戲的性質及對象，部分遊戲（特別是戀愛遊戲以外的類型）仍然以使用3D為主。
其實亦有一些使用3D角色成功的美少女遊戲，但條件是因為使用玩家對角色直接控制，如《生死格鬥》，而對於人物不需要直接控制的遊戲上不使用3D角色，除了因為不必要之外，也涉及自從手塚治虫開始在女性角色上使用超現實審美觀造型之後不適合3D。
這可見於主條目美少女，強調被定義為美少女，不是作為「美麗的少女」，而是作為理想化的形象，如在真實來看不可能存在的超大明亮眼睛和圓圓的臉蛋等，和美國或香港漫畫中的男性肌肉發達程度是在真實不可存在是一樣的道理。

### 色情內容
美少女遊戲經常地被人誤解成與色情拉上關係的遊戲。通常人們會誤會美少女遊戲只有明顯和直接的色情內容，就如不少歐美成人電影一樣，事實上，色情內容只是美少女遊戲的元素之一，雖然包含色情內容的遊戲並不算少，而且還有一部分遊戲的標題和賣點就是色情，但不包含色情內容的遊戲仍有市場。
同樣是包含色情成分的遊戲（多稱作18禁遊戲），它們仍是有分別的。有些遊戲全部的內容均涉及成人情節，而且多是較為硬調色情行為為主，這類遊戲在多數的情況之下遊戲的標題會帶有不雅或是性挑逗的詞句；有些遊戲則只涉及少量成人情節，多見於戀愛遊戲中，可以被視為劇情發展的一個標誌，而且可能僅佔劇情的十分之一時間，遊戲在移除成人情節的內容後仍可以推出市場。
對戀愛遊戲而言，包含成人情節的版本多是在个人电脑的平台上推出，而不包含成人情節的版本多以家用機為主要平台，兩者的銷路並沒有太大分別。在日本此类游戏稱為ero game（色情遊戲），簡稱eroge。以歐美为主及其他地方则稱這類遊戲為hentai game（變態遊戲），簡稱H-game。
由於遊戲可能包含成人情節，就如日本成人影片一樣，部分地區所出售的成人美少女遊戲的內容需要受政府管制。

### 女性圖像
在美少女遊戲中，女性圖像也是很多樣化的，但是兩個概念可以確立：第一，這些女孩是以遊戲設計者心中對美少女的定義，所創造出來的完美女性。所以在遊戲中很少帶有非完美的特徵，例如過胖。第二，她們都相當地女性化（根據日本的性別形象）；只有少數女孩會表現得有點男孩子氣。
有兩種設定是很常見的：日本高中和中世紀的虛擬歐洲大陸。這反映着它們在日本文化中的普及(尤其是美少女漫畫引出的形式)。但還其他可能的原因，這些設定可使角色穿上有趣的服飾。高中允許女生穿著那些受人喜愛的制服(這些衣服傾向於使用不大可能的明亮顏色)；奇幻設定提供女魔法師袍和公主禮服或是小精靈裝。當一個遊戲的場景是在其他的地方時，有新衣飾的可能性就會提高──舉個例子，《歡迎來到Pia Carrot!!系列》的場景可能是設定在一家女生穿著精心製作的服務生制服的餐廳裡的。
美少女遊戲的角色的年齡通常在15至18歲之間。那是因為在這年齡區間是正值青春的高中生，日本動漫的受眾群體主要又以青少年居多，可以增強他們的代入感。
用可愛的、天真無邪的、虛構的、可以用萌形容的女孩，就是給出一個可愛的、討人喜歡的，並且依賴玩家，受到玩家協助的角色，兩者的關係是建立在「兄妹」關係之上的（玩家當然就是扮演那個哥哥）。所以「小妹妹」型的角色經常反復地出現在美少女遊戲中。例如一部強調萌的遊戲──妹妹公主。
美少女遊戲的女生幾乎總是使用動漫圖片，而沒有真實人物的圖片。對於這點，有幾個理由可以解釋：第一，在早期電腦顏色有限的時代，動漫圖片的女生是比較適合的。第二，使用動漫圖片允許一些「應性色情」的美少女遊戲迴避日本的法律中只禁真實照片兒童色情法案（美國法律亦然）
至於男性角色通常很少出現。代表玩家的男性角色通常都是看不到的，當他做任何事時，要不就是人在螢幕外，要不就是被東西擋住，在性愛場景裡，他們的性器都也都在螢幕外。 其他象徵性的男性角色的戲份卻不少，這些角色代表著遊戲者的朋友，但是他們只出現在特定場合。在美少女遊戲中的男性通常不是很男性化，有時甚至有些女性化，而且極大部分都是未嘗試過有女朋友。代表玩家的主角有兩個普遍的特徵：溫柔和优柔寡断──這兩個特徵在遊戲中都變成了吸引異性的長處。在美少女遊戲中，女性經常都對玩家很好（最少對玩家保持中立），並且對於玩家在現實生活中期望不到的事情相當地開放且進取。

### 遊戲平台
目前發行的18禁美少女遊戲主要是以PC為平台，而非18禁的美少女遊戲則主要以家用遊戲機和掌上遊戲機平台為主，少數美少女遊戲在Steam上發售。其中個人電腦主要支持Windows操作系统。
隨着網絡急速發展及智能手機的出現，現在已出現不少以社交網絡遊戲或手遊為遊戲平台的美少女遊戲。

## 美少女遊戲工業
美少女遊戲工業與日本動漫息息相關。它們通常都有一些共通點：動畫及美少女遊戲的片頭都是一首主題曲(可以是純音樂或是有人主唱的) 配上其內容的剪輯，另一項例子是不少動漫都有涉及色情層面。流行的遊戲不時被（官方或非官方）改編成動漫，亦有很多遊戲是從美少女動畫中衍生出來。所以這三個媒體又會被合稱為ACG。
有很多同人組織都有自行製作美少女遊戲，其中還有不少在日後成為正式公司或是被這行業中的大公司所僱用。美少女遊戲的門檻很低，主要是由於其編程時間和技巧的要求不高，甚至現時已有專門開發這類遊戲的引擎。亦因此，每年都有一大群新公司的出現。可是美少女遊戲工業和其他娛樂產業一樣被部分頂級製作商壟斷着市場，小型公司要生存就只有兩個方法：不是將產品的素質提高，就是迎合小眾的口味。
這個工業的實質收入主要來自其商品的銷售。愛好者不惜為自己喜歡的遊戲中某角色一擲千金，去購入一些額外的週邊產品，如海報，人物模型等。這些副產品通常在大型活動中出售，就像動漫市場和Gamers等零售集團。根據非正式估算，制作一套美少女遊戲(特別是戀愛遊戲)大約需要一千萬日圓。以一套售價為一萬日圓計算，只需售出一千套遊戲就能回本。但並非所有遊戲都有這樣的銷量：一些重口味遊戲往往只能賣出幾百甚至幾十套，遊戲軟體的非法下載仍是主因。
美少女遊戲市場中大部分是男性。但是大約在2000年，一些開發人員嘗試擴大市場，製作以美少年為招來的女性向遊戲（別名：少女遊戲、乙女遊戲）。其中最有名的莫過於Konami的《心跳回憶 Girl's Side》（2002年）。也有少量圍繞着男性間同性關係的色情遊戲（Yaoi遊戲），這主要是由Yaoi次文化中移植過來的。可是直到現在，女性玩家只是這些遊戲用戶群中的少數。
個人電腦上的美少女遊戲通常在特定的店舖或店舖裡特定的區域中出售，而這些區域往往只是供成年人進入。但也有一些非十八禁的被放在一般电脑遊戲旁。現在每月也有數十个美少女遊戲推出市面，基本上遊戲零售店舖都有着一定數量的存貨。美少女遊戲的零售價由幾百日圓至上萬日圓不等。

## 次類型
可再細分成為三類：
- 戀愛冒險遊戲：結合戀愛遊戲與冒險遊戲兩種要素的遊戲。
- 戀愛模擬遊戲：除了談戀愛以外，還要注意主角能力的養成。像純愛手札就必須培育主角的各科能力才能達成某種結局。
- 視覺小說：需要選擇不同選項分歧進行的類型，通常不具有奇幻要素。

## 日本術語
- 葉鍵：由Leaf（葉）及Key（鍵）兩個遊戲品牌的名稱漢字所構成。這兩個品牌是在美少女遊戲圈內頗負盛名的遊戲工作室。
- 催淚遊戲（泣きゲー），別名「泣系遊戲」：指的是遊戲帶有令人落淚的悲劇內容。Key的作品(如Kanon、AIR、CLANNAD、Little Busters!、Angel Beats!)與âge的作品君が望む永遠常常被形容成「令人想哭的遊戲」。[來源請求]
- 百合遊戲（百合ゲー）：「百合」指女性之間的愛慕關係（詳見百合 (同人)）。

## 社會爭議
遊戲中登場的美少女角色往往包括從外表上顯得像小學生、初中生或高中生的角色，因此包含色情描寫的作品往往被批評為兒童色情，批評者指出這些遊戲的玩家自覺或不自覺地以兒童為性幻想的對象，藉着在遊戲登場的美少女角色來滿足自己對兒童的性欲。因此這些作品其實是作為兒童色情替代品的反社會商品。
另一方面，支持這些遊戲的一方以言論自由為抗辯理由，反對一切對遊戲創作的不合理規限。他們認為這些遊戲的銷售渠道已受年齡規限，不應誇大遊戲對社會主流的影響力，更不應該藉詞無限上綱地限制創作自由。

## 其他主題
- 戀愛遊戲
- 十八禁遊戲

## 註腳
1. 1 2  .   [2021-11-20]. （原始内容存档于2022-05-03）.
2. ↑  .   [2015-09-24]. （原始内容存档于2010-12-23）.
3. ↑  . Game Headline. 2016年6月15日. （原始内容存档于2017年2月16日） （日语）.
4. ↑  . Game Headline. 2017年2月8日  [2017年2月15日]. （原始内容存档于2017年11月11日） （日语）.
5. ↑  . www.gov.cn.   [2022-08-16]. （原始内容存档于2021-01-24）.
6. ↑  .   [2006-12-30]. （原始内容存档于2016-09-24）.

## 外部連結
- Insert Credit （页面存档备份，存于） — A video game news site which often covers bishōjo games
- Freetype （页面存档备份，存于）—Bishōjo game reviews and opening movie downloads
- JAST USA （页面存档备份，存于）—Major licensor and distributor of  English bishōjo games
- Peach Princess （页面存档备份，存于）—Licensor and translator of bishōjo games